# Pantoporia pseudomelas
Pantoporia pseudomelas är en fjärilsart som beskrevs av Siuiti Murayama. Pantoporia pseudomelas ingår i släktet Pantoporia och familjen praktfjärilar. Inga underarter finns listade i Catalogue of Life.